# Хоча
Хоча (словац. Choča) — село в окрузі Комарно Нітранського краю Словаччини. Площа села 4,39 км². Станом на 31 грудня 2015 року в селі проживало 513 жителів.
В селі розташована церква.

## Історія
Перші згадки про село датуються 1172 роком.

## Населення
| Рік:            | 1994. | 2004.   | 2014.   | 2024.   |
| --------------- | ----- | ------- | ------- | ------- |
| Кількість осіб: | 474   | 486     | 501     | 470     |
| Різниця:        |       | +2,53 % | +3,08 % | -6,18 % |

| Рік:            | 2023. | 2024.   |
| --------------- | ----- | ------- |
| Кількість осіб: | 483   | 470     |
| Різниця:        |       | -2,69 % |